# Charlie Buchan
Charles Murray Buchan (ur. 22 września 1891 w Londynie – zm. 25 czerwca 1960 w Monte Carlo) – angielski piłkarz.

## Kariera
Urodzony w Londynie Buchan karierę zaczynał w tamtejszym Arsenalu. Jako osiemnastolatek grał w drużynie rezerw, ale działacze nie chcieli podpisać z nim profesjonalnego kontraktu. Odszedł do Leyton. W marcu 1911 podpisał kontrakt z Sunderlandem. Dwa sezony później został z drużyną mistrzem Anglii. W siedmiu z ośmiu sezonów spędzonych na Stadium of Light był najlepszym strzelcem zespołu. Do dziś z dorobkiem 209 goli jest najlepszym ligowym strzelcem Sunderlandu w historii. Przed wybuchem I wojny światowej uznawany był za najlepszego angielskiego piłkarza.
Wkrótce zainteresował się nim jego macierzysty klub, Arsenal. Negocjacje transferowe trwały bardzo długo, menedżer Sunderlandu Bob Kyle żądał za swoją gwiazdę 4 tysięcy funtów. Szkoleniowiec Arsenalu, Herbert Chapman zaproponował inny układ: 2 tysiące funtów i dodatkowe 100 funtów za każdego gola, jakiego strzeli Buchan w pierwszym sezonie na Highbury. Kyle przystał na tę ofertę i nie żałował. 34-letni zawodnik zdobył 21 bramek.
Równie ważny jak gole był wkład Buchana w taktykę Kanonierów. To z jego inspiracji Herbert Chapman zmienił ustawienie z 2-3-5 na 3-3-4. Charles grał w Arsenalu przez trzy sezony, jego największym osiągnięciem był finał Pucharu Anglii w 1927 roku przegrany z Cardiff City 0:1. Ogólnie wystąpił w Arsenalu 120 razy, strzelając 56 goli.
Po zakończeniu kariery został dziennikarzem. Pracował w „News Chronicle” i "Daily News". W 1947 roku założył Stowarzyszenie Dziennikarzy piszących o piłce nożnej, a od 1949 roku wydawał magazyn "Charles Buchan's Football Monthly". 

## Sukcesy
Arsenal
- Finalista Pucharu Anglii – 1927